# Stauropoctonus torresi
Stauropoctonus torresi är en stekelart som beskrevs av Ian D. Gauld 1977. Stauropoctonus torresi ingår i släktet Stauropoctonus och familjen brokparasitsteklar. Inga underarter finns listade i Catalogue of Life.